# Kerivoula intermedia
Kerivoula intermedia é uma espécie de morcego da família Vespertilionidae. Pode ser encontrada na Malásia, Indonésia e Brunei.